# Sonata para piano n.º 8 (Beethoven)
Sonata para piano No. 8 em Dó menor, op. 13, geralmente conhecida como Sonata Patética, foi publicada em 1799, embora tenha sido escrita no ano anterior, quando o compositor tinha 28 anos de idade. Beethoven dedicou esta obra ao seu amigo, o Príncipe Karl Lichnowsky.

## Análise

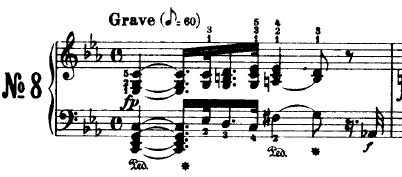
Grave: Primeiro movimento.

Já no primeiro movimento Beethoven traz características revolucionárias. Pela primeira vez, Beethoven inicia uma sonata com um movimento lento.  Um acorde forte estabelece a tonalidade e inicia uma seção muito expressiva, que funciona como uma introdução. As nuances são muito sutis, mas criam uma atmosfera nunca antes experimentada numa sonata para piano – quasi una fantasia. Mais do que uma simples introdução, esse Grave abre uma nova maneira de se expressar, é parte integrante do movimento já que retorna, de forma abreviada, no começo e na coda da seção de desenvolvimento deste movimento. Numa rápida escala cromática descendente no final da primeira página, Beethoven enfim inicia o primeiro movimento, num andamento rápido Allegro molto e con brio. O "primeiro tema" por assim dizer é formado de sextas e terças ascendentes acompanhadas por oitavas no baixo, funcionando como um tremolo, o que cria uma tensão quase palpável. A energia não se dissipa ao longo do movimento e está presente em todas as seções: desde a seção onde a mão direita é responsável pela melodia e baixo (seção difícil com os saltos muito rápidos) até à parte onde Beethoven aumenta a tensão incrivelmente, lá pelo compasso 90, num crescendo intenso utilizando todos os extremos do piano. No final da exposição, Beethoven usa o material do tema principal para a coda, que finda essa seção de uma maneira completamente "não-conclusiva". O desenvolvimento também inicia-se com uma introdução ao modo da Exposição. O material é o mesmo e surpreende pela modulação, com uma introdução em sol menor para uma conclusão em mi menor, onde o tema principal retorna.
O desenvolvimento termina com uma passagem em colcheias descendentes que se desencadeia na Recapitulação. A recapitulação ocorre de maneira normal até o final do movimento, onde Beethoven traz o material do início do movimento para o desfecho final. Como se fosse um novo início, Beethoven traz a introdução e o início do primeiro tema para encerrar o movimento de uma maneira abrupta. É interessante também notar que Beethoven deixa o último compasso em branco, com uma fermata, como se desse um tempo grande para o pianista descansar e mudar completamente a atmosfera para o início do segundo movimento.

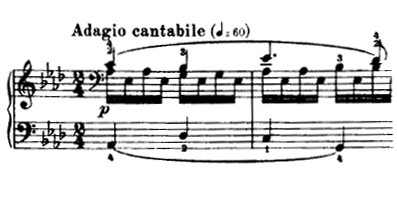
Adagio cantabile: Segundo movimento.

O segundo movimento representa uma das páginas mais belas já escritas na música. A melodia suave, acompanhada pelas harmonias que somente poderiam ter saído da pena de Beethoven criam uma atmosfera de tranquilidade e calma impressionante. O movimento se desenvolve baseado na técnica de variação, onde o tema permanece ali, quase imutável, mas com o acompanhamento se modificando a cada vez. Para alunos iniciantes é uma ótima peça para desenvolver a noção do cantabile, onde o pianista tem que dividir a melodia e o acompanhamento numa mesma mão.

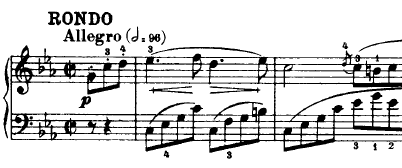
Rondo (Allegro): Terceiro movimento.

O terceiro movimento, o rondó é mais uma prova daquela velha frase que Beethoven não compôs um rondó mais ou menos, todos são fenomenais. A forma aqui é o do rondó-sonata, onde Beethoven mistura as formas do rondó (A-B-A-C-A-D-A) e da sonata, criando uma forma nova. No rondó-sonata, A-B-A-C-A-B-A, as seções A,B,A representam o primeiro e segundo temas, sendo B o segundo tema. A seção C representa o desenvolvimento. A recapitulação também apresenta A,B,A, onde B vem na tonalidade original, como em uma forma sonata normal. As seções são bem definidas, e criam mais um atrativo a essa fenomenal obra de arte.
Com essa sonata, principalmente o seu primeiro movimento, Beethoven abriu as portas para o futuro – ninguém, depois de ouvir essa obra, poderia fechar os olhos para as possibilidades de expressão apresentadas aqui.

## Outras fontes
- BERBER,  comentários sobre Sonata Op. 13. Extraído do "blog" do fórum musical "Presto", do portal bizhat.com publicado com permissão do autor. Acesso em 12 de junho de 2007.